# Andreas Randel
Andreas Randel (6. oktober 1806 i Ramdala – 27. oktober 1864 i Stockholm) var en svensk musiker.
Han vakte tidlig opmærksomhed hos formående mænd for sit musikalske talent, deriblandt hos kronprins Oscar, med hvis ynderstøttelse han i en ganske ung alder drog til Paris, hvor han studerede i en række år under lærere som Baillot og Cherubini.
Hjemkommet til Stockholm blev den 22-årige unge mand ansat som violinist i hofkapellet, hvor han senere avancerede til koncertmester. Siden 1844 virkede han som violinlærer ved den kongelige musikalske akademi i Stockholm, tillige var han dirigent for Par Bricoles sangkor. Hans talrige kompositioner omfatter både dramatiske, vokale og instrumentale værker, som i sin tid skattedes højt. Mest kendt er hans musik til Dahlgrens skuespil "Värmländingarne".